# Geropótamos
Geropotamos (em grego: Γεροπόταμος) era um município independente da unidade regional de Retimno, em Creta na Grécia. Desde a reforma introduzida pelo governo em 2011, Geropotamos faz parte do município de Milopótamos como uma unidade municipal. Sua sede era a cidade de Perama.